# Pellegrino Parmense

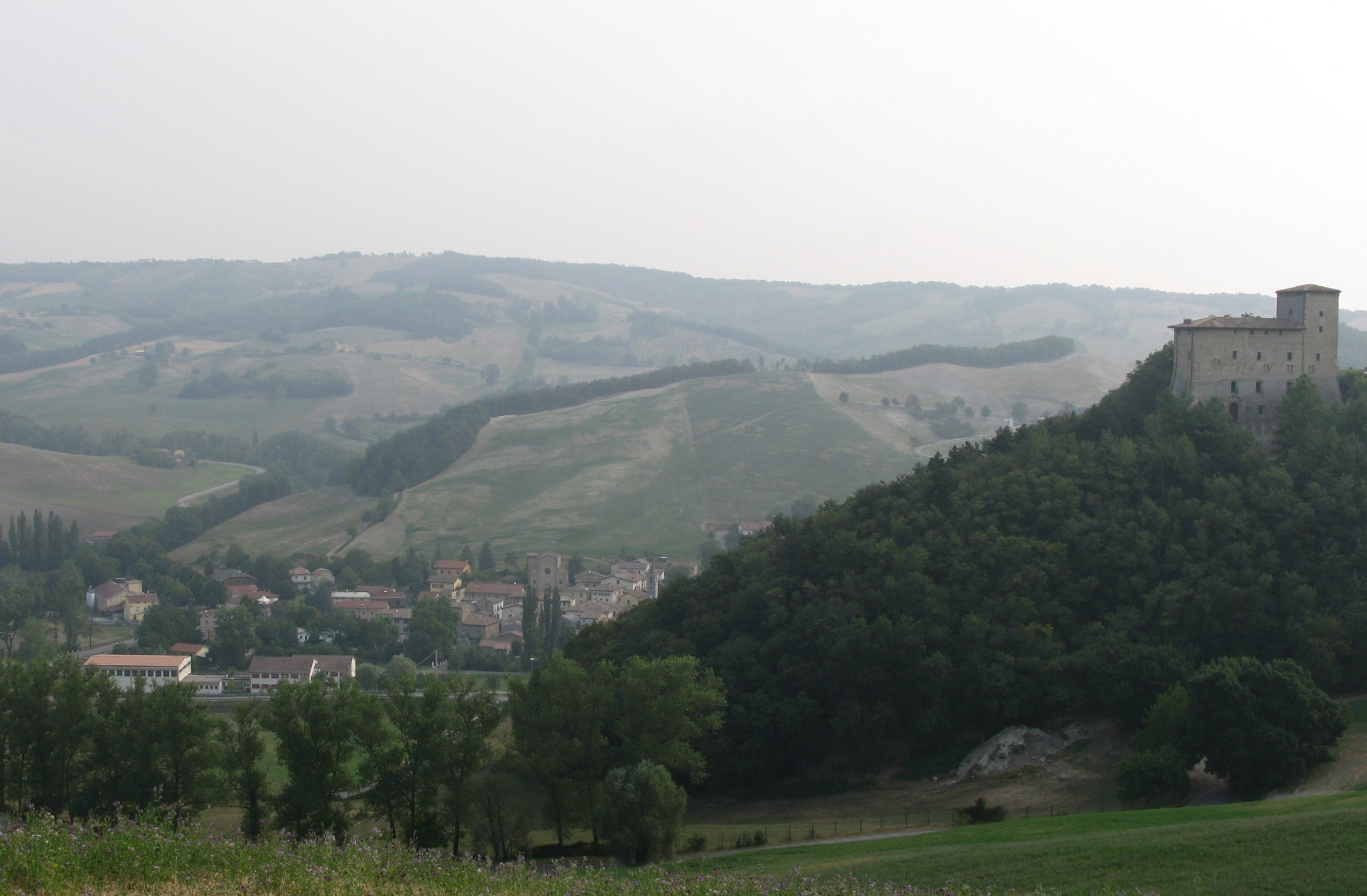
Panorama von Pellegrino Parmense

Pellegrino Parmense ist eine italienische Gemeinde (comune) mit 968 Einwohnern (Stand 31. Dezember 2023) in der Provinz Parma in der Emilia-Romagna. Die Gemeinde liegt etwa 33 Kilometer westsüdwestlich von Parma im Valle del Ceno, gehört zur Comunità montana Valli del Taro e del Ceno und grenzt unmittelbar an die Provinz Piacenza.

## Verkehr
Durch die Gemeinde führt die frühere Strada Statale 359 di Salsomaggiore e di Bardi (heute eine Provinzstraße) von Fidenza nach Bedonia.

## Söhne und Töchter der Gemeinde
- Virginio Ferrari (* 1952), italienischer Motorradrennfahrer